# Cierva C.12
El Cierva C.12 fue un autogiro experimental construido en el Reino Unido por la Cierva Autogiro Company en asociación con Avro, en 1929.

## Diseño y desarrollo
Como la mayoría de los diseños de Juan de la Cierva, se basaba en el fuselaje de un avión preexistente, en este caso un Avro Avian.

## Historia operacional
El C.12 voló por primera vez en junio de 1929. Entre otros, realizó un vuelo entre Madrid y Lisboa (Portugal), donde realizó varias demostraciones. Según Juan de la Cierva, fue el primer autogiro práctico.
Lo más significativo de esta aeronave es que tras las pruebas iniciales, la segunda cabina del Avian fue retirada, y el tren de aterrizaje reemplazado por los mismos flotadores que equipaban los hidroaviones Avian. Con esta configuración, el C.12 (ahora denominado “Hydrogiro”) voló desde Southampton en abril de 1930, convirtiéndose en la primera aeronave de alas rotatorias que despegaba desde el agua.

## Especificaciones
Referencia datos: Web del Ejército del Aire

### Características generales
- Tripulación: Dos
- Longitud: 6,6 m (21,5 ft)
- Diámetro rotor principal: 8,3 m (27,1 ft)
- Altura: 3,7 m (12 ft)
- Planta motriz: 1× motor radial de nueve cilindros refrigerado por aire Wright Whirlwind J-5.
  - Potencia: 167 kW (230 HP; 227 CV)

### Rendimiento
- Velocidad máxima operativa (Vno): 160 km/h (99 MPH; 86 kt)
- Velocidad crucero (Vc): 125 km/h (78 MPH; 67 kt)
- Techo de vuelo: 6100 m (20 013 ft)

## Aeronaves relacionadas

### Desarrollos relacionados
- / Cierva C.9

### Secuencias de designación
- Secuencia C._ (interna de la compañía Cierva): ← C.7 - C.8 - C.9 - C.12 - C.17 - C.19 - C.30